# Josée Bournival
Josée Bournival, née en 1977 à Saint-Étienne-des-Grès, en Mauricie, est une animatrice radio et télévision, comédienne et écrivaine québécoise.

## Biographie
Josée Bournival est une animatrice et écrivaine québécoise née en 1977, originaire de Saint-Étienne-des-Grès en Mauricie,. Elle a fréquenté l’Institut Secondaire Keranna de Trois-Rivières avant de poursuivre des études en Art et technologie des médias au Cégep de Jonquière,. Elle possède également un diplôme en scénarisation pour le petit écran de l’Institut national de l’image et du son (INIS). Elle est maman de quatre enfants et habite maintenant à Boucherville.

### Carrière
Josée Bournival s’est fait connaître d’un large public comme chroniqueuse culturelle à l’émission matinale Salut Bonjour Week-end de TVA. Elle a également animé de nombreuses émissions : le magazine santé On joue au docteur à Canal vie en 2007, l’émission littéraire Le livre Show à VOX, le magazine environnemental Billets verts à Canal Vie, la série de voyage sur le Kenya et la Tanzanie, Hakuna Matata, à Canal Évasion, etc. À la radio, elle a été chroniqueuse à l'émission Plaisirs d'été de la Première chaîne de Radio-Canada en 2008. Elle a aussi coanimé l’émission du retour à la maison Montréal Barrette au 98,5FM en 2005-2006 aux côtés de Michel Barrette.
Elle a coscénarisé le documentaire Seins à louer présenté à RDI en 2012. Ce film traitait de l'importance des banques de lait maternel pour les bébés prématurés.
Sur les planches, elle a joué dans La muselière ou l’art de déplaire d’Yvon Brochu, au Théâtre de l’Île d’Orléans, en 2007, et dans Les vrais mâles de Marco Côté, au Théâtre des Érables en 2010,.
Dès 2010, elle partage, sous forme de blogue, les hauts et les bas de sa vie de famille dans des billets d'humeur sur le site de Canal Vie. En 2015, elle se joint à l'équipe de Naître et grandir pour poursuivre ses chroniques sur la maternité.
À titre d’autrice, sa série best-seller Bébé boum (Hurtubise, de 2013 à 2016) a été vendue à plus de 20 000 exemplaires et aborde les grands soubresauts de la maternité à travers quatre personnages. Bébé boum a été vendu en Europe francophone par Kennes Éditions et France Loisirs. Cette série est née d’un travail en scénarisation à l’INIS et était destinée au petit écran avant de devenir un roman,.
Josée Bournival est également l’autrice de Principes physiques du cœur humain (Hurtubise, 2021). Les droits de ce roman ont été acquis par la maison d’édition française Eyrolles. Ce roman aborde le thème de la solitude.
Zalou (Édito Jeunesse, 2022) marque les débuts de Josée Bournival dans la littérature jeunesse. Cette tétralogie fantastique traite de l’estime de soi et de l’acceptation de la différence. Elle lui a été inspirée par les enfants auxquels elle a enseigné l’art dramatique au primaire en 2020. Pour créer ce monde fantastique où se côtoient cristaux et créatures hybrides, Josée s’est inspiré des travaux du psychoéducateur québécois, Germain Duclos. Le tome 1 de la série Zalou, L’arbrus cristallis, a été en nomination au prix Bernadette-Renaud 2024 de l’Association des auteurs de la Montérégie,,. Le projet Un bestiaire pour Zalou voit également le jour en 2024,. Après une série d’ateliers dans les bibliothèques de la Montérégie, l’autrice a produit un court-métrage d’animation expliquant la naissance des hybrides, les étranges créatures qui peuplent l’univers fantastique de Zalou,. La même année, Josée publie la série Mucha (Édito Jeunesse, 2024) qui traite d’anxiété de performance à travers la quête d’une jeune guerrière qui n’a jamais connu l’échec,,. Être rat ou pas, telle est la question…  est le premier livre d’une collection de théâtre de lecteurs intitulée Coup de Théâtre ! (Dominique et compagnie, 2024) que Josée publie en 2024,.
Josée Bournival a également participé à quelques ouvrages collectifs : Lettre à mon enfant (De Mortagne) et Un moment d’impatience, de spectaculaires duos en BD (Les Impatients), Histoire de filles au chalet (Goélette, 2018), Histoires de filles à la télé (Goélette 2019) et Histoires de mamans (Goélette, 2020).

## Œuvres

### Romans jeunesse
- Zalou T1 L’arbrus Cristallis, Édito Jeunesse, 2022, 192 p.  (ISBN 978-2-89826-094-0)
- Zalou T2 Les glaces de Mandrilla, Édito Jeunesse, 2022, 188 p.  (ISBN 978-2-89826-100-8)
- Zalou T3 Les profondeurs d’Océalys, Édito Jeunesse, 2023, 180 p.  (ISBN 9782898261169)
- Zalou T4 Le royaume du tigrodon, Édito Jeunesse, 2023, 198 p., (ISBN 9782898261275) )
- Mucha T1 Le chemin risqué de l’élue, Édito jeunesse, 2024, 176 p. (ISBN 9782898261640)

### Romans
- Bébé boum, Éditions Hurtubise, 2013, 449 p.  (ISBN 978-2-89723-075-3, 9782875805409, 9782875800251 et 9782298074413)
- Bébé boum 2, Éditions Hurtubise, 2014, 492 p.  (ISBN 978-2-89723-666-3, 9782875800855 et 9782298096590)
- Bébé boum 3, Éditions Hurtubise, 2015, 505 p.  (ISBN 978-2-89723-666-3 et 9782298118667)
- Bébé boum 4, Éditions Hurtubise, 2016, 482 p.  (ISBN 978-2-89723-775-2)
- Principes physiques du cœur humain, Éditions Hurtubise, 2021, 357 p.  (ISBN 978-2-89826-094-0 et 9782416006920)

### Théâtre
- Être rat ou pas, telle est la question… , Dominique et compagnie, 2024, 48 p. (ISBN 9782898503238)

### Ouvrages collectifs
- 24 dodos avant Noël, J.N. Éditions et co., 2017, 102 p.
- Histoires de filles au Chalet, Éditions Goélette, 2017, 320 p.  (ISBN 978-2-89814-225-3)
- Histoires de filles à la télé, Éditions Goélette, 2019, 360 p.  (ISBN 978-2-89800-041-6)
- Histoires de mamans, Éditions Goélette, 2020, 299 p.  (ISBN 978-2-89800-148-2)
- Histoires qui ont du chien, Éditions Goélette, 2022, 248 p.  (ISBN 978-2-89800-403-2)